# GLAY EXPO '99 SURVIVAL LIVE IN MAKUHARI
GLAY EXPO '99 SURVIVAL LIVE IN MAKUHARI是GLAY在1999年7月31日於千葉縣幕張Messe所舉辦的演唱會，該演唱會動員了超過20萬的歌迷，是日本音樂史上動員最多人的單場演唱會，亦是目前的付費單場演唱會動員人員最多的世界紀錄。

## 演唱會規模
- 會場:千葉縣幕張Messe
- 日期:1999年7月31日

*開場:10:30 開演:16:30 結束:19:30
- 入場數:20萬人(世界紀錄)
- 總製作費:30億日圓
- 會場總面積:18.5公頃(約4個東京巨蛋大小)
- 會場規模:長700公尺、寬264公尺
- 舞台規模:長145公尺、高40公尺
- 照明燈:15000盞
- 設備總重量:4650噸(11噸卡車350台、20噸卡車40台)
- 工作人員:7500人
- 警衛:3000人
- 警察:320人
- 消防員:80人
- 臨時醫護所:7處(醫生6人，護士104人)
- 流動廁所:1500個
- 巡迴巴士:500台
- 接駁巴士:600台
- 海濱幕張車站站員:150人(通常10人)
- 媒體:電子媒體35家、平面媒體15家、雜誌50家

*海外媒體100人
- 臨時收留所:6000人
- 當日氣溫:33度

## 收錄曲目
1. OPENING
2. HAPPY SWING
3. 口唇
4. グロリアス
5. SHUTTER SPEEDSのテーマ
6. More than Love
7. サバイバル
8. 生きてく強さ
9. Yes, Summerdays
10. summer FM
11. INNOCENCE
12. Freeze My Love
13. HOWEVER
14. ここではない、どこかへ
15. LADY CLOSE
16. TWO BELL SILENCE
17. MISERY
18. 誘惑
19. COME ON!!
20. ACID HEAD
21. I'm in Love
22. 彼女の“Modern…”
23. ビリビリクラッシュメン
24. BURST
25. ENDING